# Aszós
Aszós (1898-ig Oszuszkó, szlovákul Osuské) község Szlovákiában, a Nagyszombati kerületben, a Szenicei járásban. Jókőoszuszka és Korlátkőoszuszka egyesülésével jött létre.

## Fekvése
Szenicétől 12 km-re délkeletre fekszik.

## Története
1262-ben Ozus néven említik először és 1898-ban az eredeti nevét kapta vissza.
Vályi András szerint "OSZUSZKA. Jókő. Tót falu Nyitra Várm. földes Ura G. Erdődy Uraság, lakosai katolikusok, fekszik Hradistdisthoz közel, mellynek filiája, ’s határja is hozzá hasonlító."
Fényes Elek szerint "Oszuszko, vagy Korláth, tót falu, Nyitra vmegyében, Hradist filialisa 762 kath., 15 zsidó lak. F. u. gr. Erdődyné, s a jókői uradalomhoz tartozik. Ut. p. Galgócz."
A trianoni békeszerződésig Nyitra vármegye Szenicei járásához tartozott.

## Népessége
| Év:            | 1994. | 2004.   | 2014.   | 2024.   |
| -------------- | ----- | ------- | ------- | ------- |
| Emberek száma: | 629   | 614     | 606     | 587     |
| Eltérés:       |       | -2,38 % | -1,30 % | -3,13 % |

| Év:            | 2023. | 2024.   |
| -------------- | ----- | ------- |
| Emberek száma: | 597   | 587     |
| Eltérés:       |       | -1,67 % |

1910-ben 828, túlnyomórészt szlovák anyanyelvű lakosa volt.
2001-ben 627 lakosából 598 szlovák volt.
2011-ben 607 lakosából 568 szlovák volt.

## Neves személyek
- Itt született 1827-ben Adamovich Ádám ügyvéd, az 1848–49-es forradalom és szabadságharc idején tüzér főhadnagy.
- Itt született 1835-ben Lulicsek Izidor esperes, plébános.
- Itt született január 4-én Emanuel Lehocký (1876–1930) szlovák szociáldemokrata politikus, a Turócszentmártoni deklaráció (1918. október 30.) egyik aláírója.
- Itt született szeptember 14-én Štefan Janšák (1886–1972) szlovák építészmérnök, régész, diplomata és író.
- Itt szolgált Durcsek András (1816-1876) katolikus pap.

## Nevezetességei
- Mindenszentek tiszteletére szentelt templomát 1735-ben építették fel. Anyakönyveit a plébánián 1715-től vezették.